# 綠瓶金球魨
綠瓶金球魨為輻鰭魚綱魨形目四齒魨亞目四齒魨科的其中一種，為熱帶淡水魚，分布於亞洲湄公河及印尼淡水水域，本魚體淡綠色至金色，體長可達13公分，棲息在河川底層水域或氾濫區，以魚鱗及魚鰭為食，生活習性不明。

## 扩展阅读
維基物種上的相關：綠瓶金球魨